# Пания-делла-Кроче
Пания-делла-Кроче (итал.  Pania della Croce) — гора в северо-западной части итальянской области Тоскана.

## Описание
Высота над уровнем моря — 1858 м. Находится в Апуанских Альпах. Представляет интерес с точки зрения альпинизма и геологии (карстовые явления). Известняковый хребет между ней и близлежащей горой Паниа-Секка (1711 м) называется Мертвецом, поскольку его профиль напоминает фигуру лежащего человека.